# Столаць
Столаць (босн. і хорв. Stolac, серб. Столац) — місто на південному сході Боснії і Герцеговини, центр однойменної громади. 

## Географія
Лежить на адміністративній межі з Республікою Сербською, на крайньому сході Герцеговинсько-Неретванського кантону Федерації Боснії і Герцеговини. 

### Клімат
Місто знаходиться у зоні, котра характеризується вологим континентальним кліматом з теплим літом. Найтепліший місяць — липень із середньою температурою 26.1 °C (79 °F). Найхолодніший місяць — січень, із середньою температурою 5.6 °С (42 °F).
| Клімат Столаця          | Клімат Столаця | Клімат Столаця | Клімат Столаця | Клімат Столаця | Клімат Столаця | Клімат Столаця | Клімат Столаця | Клімат Столаця | Клімат Столаця | Клімат Столаця | Клімат Столаця | Клімат Столаця | Клімат Столаця |
| Показник                | Січ.           | Лют.           | Бер.           | Квіт.          | Трав.          | Черв.          | Лип.           | Серп.          | Вер.           | Жовт.          | Лист.          | Груд.          | Рік            |
| Абсолютний максимум, °C | 17             | 23             | 26             | 31             | 35             | 40             | 43             | 42             | 42             | 33             | 27             | 18             | 43             |
| Середній максимум, °C   | 8              | 10             | 15             | 19             | 23             | 29             | 33             | 32             | 27             | 21             | 15             | 9              | 20             |
| Середня температура, °C | 5              | 6              | 10             | 13             | 17             | 22             | 25             | 25             | 21             | 16             | 11             | 6              | 15             |
| Середній мінімум, °C    | 2              | 2              | 6              | 8              | 12             | 16             | 18             | 18             | 16             | 12             | 8              | 3              | 10             |
| Абсолютний мінімум, °C  | −8             | −11            | −5             | −1             | 0              | 7              | 7              | 7              | 3              | 0              | −5             | −7             | −11            |
| Норма опадів, мм        | 120            | 110            | 130            | 130            | 70             | 80             | 40             | 40             | 100            | 160            | 180            | 180            | 1390           |
| Вологість повітря, %    | 63             | 63             | 60             | 61             | 61             | 59             | 53             | 53             | 60             | 68             | 64             | 67             | 61             |
| ----------------------- | -------------- | -------------- | -------------- | -------------- | -------------- | -------------- | -------------- | -------------- | -------------- | -------------- | -------------- | -------------- | -------------- |
| Джерело: Weatherbase    |                |                |                |                |                |                |                |                |                |                |                |                |                |

## Історія

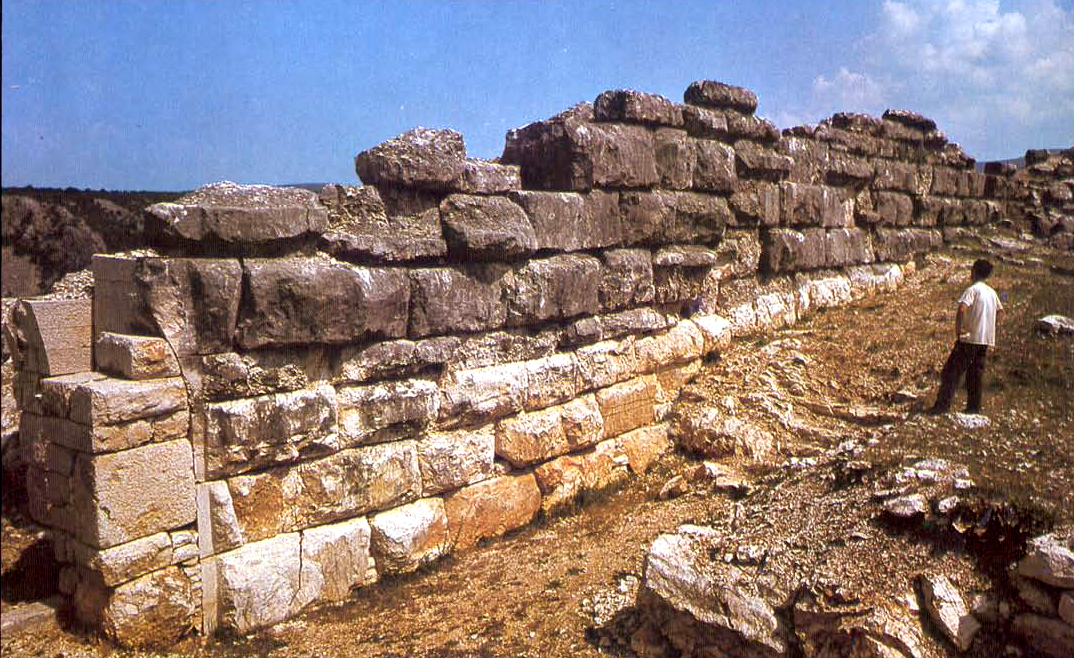
Стіни давнього Даорсона, що існував на місці села Ошанічі біля Столаця.

Завдяки сприятливому природному середовищу міста — геологічному складу, рельєфу, клімату, гідрографії та рослинності — Столаць і його околиці були заселені ще з прадавніх часів. Його багаті мисливські угіддя, поряд з іншими природними благами, приваблювали доісторичну людину, а пізніше іллірійців, римлян і слов'ян, про що всі вони залишили по собі чимало антропологічних свідчень. Таким чином, безперервність людської присутності у цій місцевості налічує 16000 років.
За 3 км на захід від Столаця знаходиться вражаючий некрополь, що складається зі стечаків, датованих XV—XVI століттями, під назвою «Радимля».
Назва населеного пункту протягом історії зазнавала змін. Найдавніша — Даорсой, або Даорсон, яка належала іллірійському мегалітичному городищу на місці нинішнього села Ошанічі поблизу Столаця (IV-III ст. до н. е.). Далі йде римський муніціпій Diluntum. Під нинішньою назвою місто вперше згадується у писемних джерелах 7 травня 1420 р. Далі були османські назви «Ілце» та «Ілстолце» (Ilce, IIstolce), потім «Відоска» (Vidoska) і, нарешті, знову «Столаць».
У добу середньовіччя місто входило до боснійської держави. З падінням Захум'я під ударами османських військ Столаць потрапив під владу Османської імперії. Місто згадується у подорожніх записках мандрівника Евлії Челебія від 1664 року (османська назва — Істолче). З 1663 по 1795 р. венеційці вісім разів безуспішно брали його в облогу.
Після Берлінського конгресу 1878 р. місто перейшло під управління Австро-Угорщини, найзатятіший опір якій чинився саме в районі Столаця. У 1880 р. австро-угорська влада побудувала у місті амбулаторію, а в 1882 р. — і аптеку. У 1880—1884 рр. за сприяння Австро-Угорщини тривало спорудження школи. 1902 р. під наглядом архітектора Йосипа Ванцаша зведено католицьку церкву св. пророка Іллі. 1908 р. у місті з'явився водогін.
Після Першої світової війни Столаць, опинившись у Державі Словенців, Хорватів і Сербів, увійшов до Королівства сербів, хорватів і словенців, де належав до Столацького району. До 1922 р. адміністративні межі залишалися такими, як і за Австро-Угорщини. З 1922 р. місто входило до Мостарської області, з 1929 до 1931 р. — до Зетської бановини, опісля — до Приморської бановини, а з 1939 по 1941 р. — до бановини Хорватії. У добу існування Незалежної Держави Хорватії Столаць у 1941—1944 рр. належав до великої жупи Дубрава, а потім — до великої жупи Хум.
Наприкінці 1945 року лікарня в Столаці стала місцем жорстокого злочину. З неї виводили національно, релігійно чи іншим чином небажаних поранених і хворих та вбивали просто у садку. Близько двадцятьох людей поховано там. Винуватці мусили зберігати мовчанку, а страх свідків був надто великим. У спорудженому ще за Австрії будинку суду був великий підвал, який правив за в'язницю усташам у 1941 р., четникам у 1942 р. та партизанам у 1944 р. Попри закінчення війни в цьому підвалі було брутально вбито кілька десятків цивільних осіб, незручних для влади через свою релігію чи національність. Ці та інші пункти були місцем численних ліквідацій «внутрішніх ворогів».
Столаць — місце масового післявоєнного злочину югославських комуністів, відомого як «хорватський герцеговинський Бляйбург». Тих, що пережили Бляйбурзьку трагедію, повели по Хресній дорозі, привівши таким чином тисячі хорватів, а також багатьох інших невинних людей на судилище у Столаць, де в інсценованих процесах із неправдивими свідками їх неодмінно засуджували, а потім замордовували. Деяких навіть без суду. Комуністи в кінці Другої світової війни схопили багатьох хорватських мирних жителів, які не втекли після закінчення війни, після чого звозили у Столаць, де без суду виносили вироки та страчували в околицях. Дотеперішні розслідування виявили 10000 вбитих у травні 1945 р. До 1990 р. різанина ретельно замовчувалася.
Загалом упродовж війни, Хресної дороги та післявоєнного часу загинуло близько 20% тамтешнього хорватського населення на підставі планів і наказів керівних структур Комуністичної партії та нового югославського уряду, які усували будь-яку можливу опозицію чи можливі проблеми у створенні нової тоталітарної комуністичної влади, що мала на меті знищити незручний хорватський народ на користь «державотворчого» народу — сербів та других у цій ієрархії — мусульман. Брехня і пропаганда були однією з причин ненависті сербів і мусульман до хорватів та жорстокого поводження з хорватами, особливо з боку сербів і мусульман зі структур КПЮ та влади, які могли звинуватити, переслідувати чи навіть знищити будь-якого хорвата практично без наслідків. Тому за часів комуністичної Югославії кількість хорватів у східній Герцеговині неухильно зменшувалася.
В атмосфері лібералізації Хорватської весни у Столаці на деякий час було відкрито відділення Матиці хорватської. Відновити його роботу вдалося тільки 1999 р.
До 1992 р. Столаць був містом-побратимом словенській Постойні. Завдяки побратимству учні початкової школи в Столаці могли вивчати словенську мову як факультативну.
Місто зі своєю історичною спадщиною перебувало під охороною ЮНЕСКО з 1980 р. Та під час останньої війни втратило багато своїх пам'яток: було знищено мечеть Ісмаїл Капітана Шарича, мечеть хаджі Алії Хаджісаліховича, православну церкву з 1870 р. Одну з найстаріших мечетей Боснії та Герцеговини — мечеть султана Селіма з 1519 р було підпалено і зруйновано, як і деякі інші пам'ятки.

## Населення
| Національність   | 1991           | 1981           | 1971           |
| Мусульмани       | 3.426 (61,95%) | 3.113 (59,75%) | 2.437 (63,98%) |
| Серби            | 1.111 (20,09%) | 982 (18,84%)   | 846 (22,21%)   |
| Хорвати          | 653 (11,80%)   | 586 (11,24%)   | 421 (11,05%)   |
| Югослави         | 239 (4,32%)    | 486 (9,32%)    | 43 (1,12%)     |
| інші та невідомі | 101 (1,82%)    | 43 (0,82%)     | 62 (1,62%)     |
| Усього           | 5.530          | 5.210          | 3.809          |

## Відомі уродженці
- Мак Диздар — хорватський і боснійський поет